# Марко Младеновић
Марко Младеновић је био професор Правног факултета у Београду на предметима Породично право и Социологија породице. Био је директор Института за социјалну политику и Института за правне и друштвене науке Правног факултета у Београду. Учествовао је у оснивању Геронтолошког, Дефектолошког факултета и одговарајућих института. Оснивач је смера за социјални рад и социјалну политику на Факултету политичких наука у Београду. На овом смеру предавао је Породично право, Социологију породице и Друштвену заштиту породице.
Преминуо је 10. марта 2014. године.

## Биографија
Рођен 1928. године у Јагодини. Основну школу и гимназију је завршио у Јагодини и Нишу. Матурирао је 1946. године у Светозареву (Јагодина), када се уписао на романску групу Филозофског факултета у Београду. Убрзо је прешао на Правни факултет, на коме је, као ванредан студент, дипломирао 1950. године, за две године.
Почео да ради још као студент, 1947. године. Прво запослење му је било у Министарству социјалне политике Србије. Радио је, потом, у Министарству рада Србије, а онда у Обласном народном одбору у Ужицу. По дипломирању, Младеновић је постављен за приправника Среског суда у Светозареву, да би, после годину дана, био изабран и за председника Суда. Крајем 1957. Младеновић се поново враћа у Београд, где се запошљава у Секретаријату за здравство и социјалну политику Савезног извршног већа. Наредне године је изабран за асистента на предмету породично право на Правном факултету у Београду. Звање доктора правних наука Младеновић је стекао 1962. године тезом РАЗВОД БРАКА. Прошавши сва звања, Младеновић је за редовног професора изабран 1974. године. Поред Породичног права, он је предавао и Социологију породице, социјалну политику и социјални развој.
Никада није имао значајније политичке функције. Његов научни рад посвећен је правним, социолошким и свим другим аспектима науке о породици. Први је поставио теоријске и методолошке основе Социологије породице, развивши је у целовит систем. Исто тако, засновао је и као посебну научну дисциплину — Друштвену заштиту породице.
Такође, у светској правној литератури се сматра најважнијим заступником познате теорије о „браку као уговору“, према којој брак све више прераста законске регулативе, претварајући се у слободни уговорни однос.
Учествовао је на већем броју међународних научних скупова од САД до Јапана са (уводним) рефератима. У бившој и у садашњој Југославији председавао је или имао уводне реферате на многим научним и стручним скуповима. Сматра се творцем Закона о браку и породичним односима.
Објавио је велики број научних и стручних радова у више књига. Број чланака, приказа, есеја, студија, полемика, вероватно премаша цифру од 300.
За свој научни, педагошки и јавни рад, добио више признања. Поред осталих, добитник је Октобарске награде Града Београда, награде „Светозар Марковић“ и Специјалне награде Србије за допринос у развоју теорије и праксе социјалне политике.
После тридесет година бављења искључиво научним радом, посветио се и књижевности. Још у младости је писао песме, да би се књижевности вратио тек када је напунио пола века живота.
Амерички биографски институт доделио је Младеновићу престижну награду личност године — 2000.
У 2002. години добио је златну Америчку медаљу части.
У јануару 2003. године на Правном факултету у Београду, на Оснивачкој скупштини изабран је за председника Удружења грађана „опстанак“ — за борбу против „беле куге“ и за биолошки опстанак српског народа.
Учествовао је на свих седам геронтолошких конгреса у Врњачкој бањи као један од уводничара. Учествовао је и на више међународних конгреса.
Био је председник, уводничар и главни референт на првом националном конгресу о деци и наталитету у Србији, 11. и 12. октобра 2006. године у Централном дому војске Србије.
Гостовао је у више градова на јавним трибинама, говорио на радију у телевизији, написао више прилога за дневне и недељне новине. Одржао је И више књижевних вечери.
Дана 14. фебруара 2007. године поднео је оставку на функцију председника Удружења „Опстанак“ због многих неспоразума са неким члановима Управе.
После повлачења из јавних активности посветио се сређивању рукописа И припреми за објављивање више књига. Прва од њих је „Друго убиство Зорана Ђинђића“.
Установљена је награда „др Марко Младеновић” за медијски допринос борби против депопулације у Србији. Прва добитница 2018. године била је Катарина Ђорђевић, новинарка „Политике”.

### Најважније књиге из области науке
- Практикум за породично право, више издања од 1965. до 1990, са изменама и допунама, разни издавачи,[3]
- Развод брака и бракоразводни узроци,[4]
- Породица и породични односи, „Рад“, Београд, 1963. (ова књига је била основ за настанак нове научне дисциплине „Социологије породице“, pp. 446)
- Социологија породице, Теоријски основи Социологије породице, монографија,[5]
- Увод у социологију породице, уџбеник, четири изда-ња, последње 1977,[6]
- Основи социологије породице, (прерађени уџбеник „Увод у социологију породице“), осам издања, последње 1995, „Савремена администрација“, Београд, pp. 356.
- Друштвена заштита породице и деце, „Рад“, Београд, 1973, pp. 332
- Породица између усамљености и друштвености, „Савремена администрација“, Београд, 1976, pp. 134.
- Социјална политика и породица, „Савремена администрација“, Београд, 1980, pp. 359.
- Породично право, монографија, два тома, први том pp. 474, други том pp. 782,[7]
- Породично право у Југославији, уџбеник, осам издања, више издавача, од 1982, последње издање (1995). стр. 584.
- Породично право у социјалистичким земљама, „Службени лист СФРЈ“, Београд, (1990). стр. 258.
- Закон о браку и породичним односима, са објашњењима, Београд, два издања, 1988. и (1990). стр. 176.
- The family in post-socialist countries, Међународна енциклопедија упоредног права (на енглеском), Макс-Планк Институт, Хамбург, 1998.

НАПОМЕНА: ово је само списак најзначајнијих радова и по обиму и по значају. Много радова је изостављено са овог списка.

### Изабрана књижевна дела (у десет томова)
Издавач: „Чаплин“, Београд, предузеће за кинематографију и издаваштво Уредник овог издања и аутор поговора: Драгољуб Стојадиновић (око пет ауторских табака)
Рецензенти: Др Драшко Ређеп и Милосав Буца Мирковић
- Први том: Уклетниц, роман, Запис, Београд, 1982, pp. 404.
- Други том: Недођин, роман, Нова књига, Београд, 1983, pp. 265.
- Трећи том: Жута кућа, роман, Нова, изд. Слободан Машић, Београд, 1985, pp. 342 (прво издање), Сфаирос, Београд, (1994). стр. 431. (друго издање)
- Четврти том: (Анти)Биографија, роман, „Књижевне новине“, Београд, 1990, pp. 364.
- Пети том: Другобе, роман, Доситеј, Сфаирос, Београд, 1991, pp. 370.
- Шести том: Уосталом Картагину треба разорити, роман, „Научна књига“, Београд, 1992, pp. 400.
- Седми том:
  - Србија у Канади, „Агенција Драганић“ и Сфаирос, путописни дневник, Београд, 1995, pp. 200.
  - Београдски дневник „Деца пакла“, pp. 210 (први пут се објављује у оквиру „Изабраних дела“)
- Осми том:
  - Нестварно време, сонети, „Запис“, Београд, 1979, pp. 90,
  - Њиве скамењене, песме, „Запис“, Београд, 1980, pp. 122.
  - Возови који се не враћају, песме, „Ново дело“, Београд, 1987, pp. 125.
- Девети том:
  - Отровне опоруке, сатиричне песме „Рад“, Београд, 1994, pp. 190,
  - Спремна је ноћ, сатиричне песме, „Ошишани јеж“ и Сфаирос, Београд, (1995). стр. 153,
- Десети том:
  - Појас невиности, песме, Сфаирос, Београд, (1995). стр. 125.
  - Сенке нема више, метафизичке песме, Доситеј, Београд, (1995). стр. 85,
  - Нове песме, необјављена збирка, око 80 страна.
  - Поговори др Драшка Ређепа, Милосава Буце Мирковића и Драгољуба Стојадиновића, књижевника и књижевних критичара.

### Објављивање књиге после „изабраних дела“
- Трилогија „Писма за Mary Ann“:
- Златна свадба, роман, Народна књига, Београд, 1998, pp. 257
- Сеоба Срба на Марс, роман, Народна књига, Београд, 1999, pp. 258.
- Милосрдни анђео, Дневник о рату и миру, Народна књига, Београд, pp. 389.(MARY ANN GLENDON је професор права на Харварду и лични саветник папе Јована Павла другог. Била је рецензент за монографију „Породица у постсоцијалистичким земљама“)
- Сонетни триптих (Три сонетна венца: Песма мог живота, жено Љубави моја, Опело над гробом), Итриссфаирос, Београд, (1998). стр. 104.
- Косовска тројеручица (Други сонетни Триптих о Косову: Косово је мој дом, Свесрпски сабор, Враћам се Косову), КАЛЕКОМСФАИРОС, Београд, pp. 100.
- Апокалипса наде (Трећи сонетни Триптих: Апо-калипса наде, Некој Магдалени, Куда идеш Србијо), Сфаирос, Београд, 2001, pp. 104.
- Сонет и портрети, збирка песама, Калекомсфариос, Београд, (1999). стр. 93.
- Видици у магли, разговори публицисте Милоша Јевтића са Марком Младеновићем, Београдска књига, Београд, 2000, pp. 148.
- Црвене и жуте руже, роман, триптих, Београд, сни-мљен на интернету и објављен 2000. године, pp. 226.
- Ко је убио песника Глигорија, роман, Београд, „Књиготека“, (2001). стр. 236). Снимљен на интернету.
- Драгољуб Стојадиновић, књижевни критичар о књижевном делу Марка Младеновића: „Између мита и закона“, Апостроф, Београд, (1998). стр. 185.
- Откачени задњи вагон, дневник, издање аутора, Београд, 2002, pp. 380. (цео тираж однет из обијеног подрума)
- Халуцинације, роман, издање аутора, Београд, (2002). стр. 220
- Љубав и отаџбина, девет сонетних венаца, поезија, издање аутора, 2003. стр. 170.
- Девет сонетних венаца, издање у Републици Српској, Српско Сарајево и Бањалука, (2003). стр. 170.
- Кад сам некад био млад, Збирка песама, издање аутора, Београд, (2003). стр. 184.
- 100 изабраних песама Марка Младеновића, 2005.
- Бела куга у Србији, са групом сарадника, 2005, два издања, pp. 146
- Луда кућа — роман, издање аутора, Београд, 2008, pp. 313,
- Гуливер међу Србима, издавач ИП Традис, pp. 270, Београд, 2008.
- Како убити писца, роман, Књижевно издавачка задруга Алтера, pp. 225, Београд, 2008.
- Поема о закаснелој љубави, песме, издање аутора, pp. 59, Београд, 2009.
- Ромео у ХХ веку, роман, издавач Мрљеш, pp. 176, Београд, 2009.
- Вратићу се после смрти, роман, издање Центар за изучавање традиције Укронија, Београд, 2009.
- БО-БО и ГО-ГО, збирка песама, Београд, (2009). стр. 191

### Публицистика и необјављене књиге
- Буђење српског народа, збирка чланака о српском питању, Сфаирос, Београд, два издања, 1988. и 1989. стр. 312.
- Не плачи уклета земљо, збирка политичких чланака: Писма српским и планетарним моћницима, народу и Богу, Сфаирос, Београд, 1993, pp. 274
- Србија — Свећа која догорева, књига 1, књига 2 и књига 3, монографија о „Белој куги“, 2004 и 2005. године, издање аутора, 930 страна.
- Предлози за уставну реформу Скупштини Србије и др, брошура, pp. 56, 2004, Београд.
- Господо политичари, без деце нема будућности, брошура, pp. 81, Београд, 2005.
- Друго убиство Зорана Ђинђића или..., Београд, 2007, pp. 319
- Писмо Борису Тадићу, без одговора, издање аутора, pp. 366, Београд, 2009.
- Кривотворена савремена историја, издање Центар за изучавање традиције Укронија, Београд, 2009.
- Старост без будућности, студије, реферати, чланци и интервјуи, Бањац графика, ,365 страна. 2010. год..
- Косовска тројеручица, чланци, интервјуи и три сонетна венца о Косову, у припреми, око 200 страна,
- „Двоје“, интервјуи (фељтон за недељни часопис „Двоје“), око pp. 200
- Возови који се не враћају (THE NEVER COMING BACK TRAINS), на српском и енглеском језику, електронско издање
- Откачени задњи вагон — прво поновљено издање (прво издање однето из обијеног подрума)
- Трећи српски устанак за опстанак. Збирка песама, у припреми
- Црвени картон за јавне медије, чланци и интервјуи који редакције нису хтеле да објаве припремљено за објављивање

## Књиге о аутору
- Драгољуба Стојадиновића, Између мита и закона, Београд, О књижевном делу Марка Младеновића, Београд, „Апостроф“, 1998. У припреми друго допуњено издање
- Милоша Јевтића, Видици у магли, разговори са Марком Младеновићем, Београд, 2000, „Београдска књига“, pp. 143.